# Судові процедури (оповідання)
«Судові процедури» (англ. Legal Rites) — фентезі оповідання американського письменника Айзека Азімова, вперше опубліковане у вересні 1950 журналом Weird Tales. Увійшло до збірки «Ранній Азімов» (1972).

## Сюжет
Рассел Харлі їде у віддалену частину американського Середнього Заходу, щоб вступити у володіння спадщиною (старим будинком, відомим як Харлі Хол), який заповів йому його покійного дядька Себулон Харлі. Виявивши в будинку привида, він з жахом втікає.
У барі таємничий незнайомець на ім'я Ніколс переконує Харлі дозволити йому помістити чарівну атрибутику навколо будинку, щоб контролювати привида.
Привид відвідує адвоката і стверджує, що він є духом Генрі Дженкінса, і мешкає в будиноку вже багатьох років і тепер заявляє свої права сквотерів на будинок. Справа доходить до суду.
Адвокат Харлі заперечує законність прав привида на заволодіння будинком, вимагаючи, щоб привид довів, що він саме той за кого себе видає. Під тиском Харлі визнає, що він знав про присутність привида і погодився на очищення будинку від нього. Після цього суддя задовільняє позов.
По завершенні справи, Ніколс втішає Харлі і його адвоката. Він вказує на те, що прецедент тепер встановлено, і це означає, що в Сполучених Штатах привиди тепер мають законні права на проживання в будинках. Сказавши це, він просто зникає, оскільки, це був сам привид.